# Präsidentschaftswahl in Mauretanien 2019
Die Präsidentschaftswahl in Mauretanien 2019 fand am 22. Juni statt. Ein möglicher zweiter Wahlgang sollte am 6. Juli 2019 abgehalten werden.
Laut Angaben der Wahlkommission gewann Mohamed Ould Ghazouani, Gefolgsmann des bisherigen Präsidenten Mohamed Ould Abdel Aziz, mit 52 % der Stimmen im ersten Wahlgang.

## Wahlverfahren und Daten
Im ersten Wahlgang hat jeder Wähler eine Stimme für einen Kandidaten. Hätte keiner der Kandidaten die absolute Mehrheit erhalten, hätte es am 6. Juli eine Stichwahl zwischen den beiden Kandidaten mit der höchsten Stimmenzahl gegeben. Die Amtszeit beträgt fünf Jahre.
Rund 1,5 Millionen der rund vier Millionen Mauretanier waren wahlberechtigt.

## Kandidaten
Der langjährige Präsident Mohamed Ould Abdel Aziz durfte nach zwei Amtszeiten nicht mehr antreten. Folgende sechs Politiker standen zur Wahl:
- Mohamed Ould Ghazouani, Union pour la République (UPR), bisher Verteidigungsminister, Favorit und Parteifreund des bisherigen Amtsinhabers
- Sidi Mohamed Ould Boubacar, früherer Premierminister (Tewassoul, unterstützt durch weitere Parteien und Gruppen)
- Biram Dah Abeid, Anti-Sklaverei-Aktivist
- Kane Hamidou Baba, Hochschullehrer
- Mohamed Ould Mouloud, Oppositioneller
- Mohammed Al-Amin al-Wafi, Wirtschaftswissenschaftler

## Ergebnis
Laut Angaben der Wahlkommission gewann Ghazouani mit 52 % der Stimmen im ersten Wahlgang. Die Oppositionskandidaten zweifelten das Ergebnis an. Der Verfassungsrat bestätigte das Ergebnis am 1. Juli 2019. Ghazouani hat sein Amt am 1. August 2019 angetreten.
Ein Ergebnis der Wahl war der erste friedliche Machtwechsel seit der Unabhängigkeit Mauretaniens im Jahr 1960.
| Kandidaten            | Kandidaten                         | Parteien                                | Stimmen   | %    |
| --------------------- | ---------------------------------- | --------------------------------------- | --------- | ---- |
|                       | Mohamed Ould Ghazouani             | Union pour la République                | 483.007   | 52,0 |
|                       | Biram Dah Abeid                    | Pôle de l’alternance démocratique (IRA) | 172.649   | 18,6 |
|                       | Sidi Mohamed Ould Boubacar         | Parteilos (Tewassoul)                   | 165.995   | 17,9 |
|                       | Kane Hamidou Baba                  | Coalition Vivre Ensemble                | 80.777    | 8,7  |
|                       | Mohamed Ould Mouloud               | Union des forces du progrès             | 22.656    | 2,4  |
|                       | Mohamed Lemine El-Mourteji El-Wavi | Parteilos                               | 3.688     | 0,4  |
| Gesamt                | Gesamt                             | Gesamt                                  | 928.772   | 100  |
|                       |                                    |                                         |           |      |
| Leere Stimmzettel     | Leere Stimmzettel                  | Leere Stimmzettel                       | 9.504     | 1,0  |
| Ungültige Stimmzettel | Ungültige Stimmzettel              | Ungültige Stimmzettel                   | 28.796    | 3,0  |
| Wähler                | Wähler                             | Wähler                                  | 967.072   | 62,6 |
| Wahlberechtigte       | Wahlberechtigte                    | Wahlberechtigte                         | 1.544.132 |      |